# Herbert Weltrich
Herbert Weltrich (* 30. Dezember 1918 in Iserlohn; † 14. Juli 2006 in Düsseldorf) war ein deutscher Jurist.

## Lebenslauf
Nach Arbeits- und Kriegsdienst und anschließender Kriegsgefangenschaft absolvierte Herbert Weltrich ab 1947 ein Studium der Rechtswissenschaften, das er 1951 mit der Staatsprüfung abschloss.
Danach trat er im Oktober 1951 in den richterlichen Dienst des Landes Nordrhein-Westfalen ein. Im August 1953 erfolgte die Ernennung zum Landgerichtsrat in Dortmund und nur fünf Jahre später, im September 1958, die Beförderung zum Oberlandesgerichtsrat bei dem OLG Hamm.
In den Jahren 1959 bis 1967 war Herbert Weltrich mit Leitungsaufgaben im Justizministerium des Landes Nordrhein-Westfalen betraut, wo er zuletzt die Position eines Leitenden Ministerialrats bekleidete. Am 1. Juli 1967 wurde er zum Präsidenten des Landgerichts Essen ernannt.
Vom 1. März 1978 bis zu seinem Eintritt in den Ruhestand am 31. Dezember 1983 war Herbert Weltrich Präsident des Oberlandesgerichts Köln. Zugleich war er Mitglied des Verfassungsgerichtshofs für das Land Nordrhein-Westfalen und dort zuletzt Vizepräsident.
Nach seinem Eintritt in den Ruhestand hatte Herbert Weltrich seit Dezember 1984 den Vorsitz der Gutachterkommission für ärztliche Behandlungsfehler bei der Ärztekammer Nordrhein inne. Dieses Amt übte er bis 1999 aus.

## Veröffentlichungen
- Weltrich, Herbert: „Schadenprophylaxe im Bereich der Arzthaftung. Fehlervermeidung durch Fortbildungsmaßnahmen, Qualitätssicherung und Risk-Management zur Reduzierung des Haftungsrisikos“, in: „Der Gynäkologe“, Springer Verlag, Februar 1998
- Kienzle, Hans-Friedrich / Weltrich, Herbert: „Gutachterliche Beurteilung: Lähmung der Stimmbandnerven nach Schilddrüsenresektion“, in: Deutsches Ärzteblatt 98, Ausgabe 1–2, Januar 2001
- Weltrich, Herbert / Fitting, Wilfried: „Haftungsfolgen wegen verspäteter Aufklärung. Unterrichtung des Patienten erst unmittelbar vor nicht dringlicher Herzkatheterintervention“, in: Rheinisches Ärzteblatt 9/2006

## Auszeichnungen
Im November 1984 wurde Weltrich das Große Verdienstkreuz des Verdienstordens der Bundesrepublik Deutschland verliehen. Am 1. Juni 2001 wurde er mit dem Verdienstorden des Landes Nordrhein-Westfalen ausgezeichnet.